# Кіітіро Хігуті
Кіітіро Хігуті (яп. 樋 口 季 一郎; 20 серпня 1888 — 11 жовтня 1970) — генерал-лейтенант Імператорської армії Японії у Другій світовій війні.

## Біографія
Був найстаршою дитиною в сім'ї. У 21 рік закінчив Військову академію Імператорської армії, а вже до 30 років — вищу військову академію Імператорської армії Японії. Будучи молодшим офіцером, поїхав військовим аташе в Польщу. Хігуті володів російською мовою, через що незабаром був переведений в Маньчжурію, де був довіреною особою генерала Кандзі Ісівара і військового міністра Коретіка Анамі.
Командував спеціальним підрозділом у Харбіні в 1938 році, де дозволяв єврейським біженцям ховатися від гніту нацистської Німеччини.
У 1942 році він був проведений у генерал-лейтенанти і переведений до Саппоро командувати 5-м фронтом армії Японії. Брав участь у вторгненні на Алеутські острови. Згодом організував оборону в північній частині Японії від вторгнення союзних військ.

## Нагороди
- Відзнака випускника вищої військової академії (1918)
- Орден Вранішнього Сонця 2-го ступеня
- Орден Священного скарбу 2-го ступеня
- Знак командира
- Військова медаль 1918-1920
- Медаль Перемоги
- Медаль «Китайський інцидент 1937»
- Інші медалі

- Орден Відродження Польщі, офіцерський хрест (1 вересня 1932)
- Орден Заслуг німецького орла 1-го класу (18 січня 1940)